# RS-450
Pour les articles homonymes, voir Route 450.
La RS-450 est une route locale Nord-Ouest de l'État du Rio Grande do Sul. Elle relie la RS-475, sur le territoire de la municipalité de Getúlio Vargas, à la commune de Floriano Peixoto. Elle est longue de 13,4 km.